# Dorylus lamottei
Dorylus lamottei är en myrart som beskrevs av Bernard 1953. Dorylus lamottei ingår i släktet Dorylus och familjen myror. Inga underarter finns listade i Catalogue of Life.